# Valérie Verdier
Valérie Verdier, née à Neuilly-sur-Seine est présidente-directrice générale de l'Institut de recherche pour le développement (IRD) depuis le 12 février 2020. C’est une chercheuse française, spécialiste en santé du végétal (phytopathologiste).

## Parcours professionnel
Après avoir obtenu son doctorat en phytopathologie en 1988 à l'Université Paris-Sud, Verdier commence sa carrière à l'ORSTOM - actuel Institut de recherche pour le développement (IRD) - dans le milieu des années 1980. Elle a alterné des séjours prolongés à l’international, notamment en Afrique de l'Ouest, en Amérique du Sud, en Europe et aux États-Unis, ainsi que des séjours courts dans divers pays d’Afrique et d’Asie. 
Ses compétences scientifiques sont reconnues à l’échelle internationale, comme en témoignent ses publications, ses distinctions, ses invitations à des conférences et son rôle d’experte invitée. Ses travaux de recherche en bactériologie, génétique et génomique des bactéries phytopathogènes dans les régions tropicales ont été pionnières et ont permis de soulever des questions de recherche originales, avec des applications pratiques sur le terrain. 
En 2010, elle reçoit la bourse Marie Curie de la Commission européenne pour conduire un projet visant à découvrir les gènes de résistance du riz aux maladies bactériennes en tant que chercheuse invitée à l’Université d’État du Colorado et la School of Global Environment Sustainability aux États-Unis. Depuis 2015, elle est professeure associée de cette même université.  

## Présidence de l'Institut de recherche pour le développement
A l’instar de sa démarche scientifique, qui se trouve à la croisée des champs et des disciplines (biologie, sciences sociales…), mais aussi des approches et des enjeux (agriculture, sécurité alimentaire, environnement, questions socio-économiques…), Valérie Verdier a su transposer cette philosophie de l’intégration dès ses premières décisions à la tête de l’Institut de Recherche pour le Développement : une interdisciplinarité accrue - qui se manifeste par la mise en place de "Communautés de savoirs" - et la transversalité d’un paradigme - celui de la Science de la Durabilité - qui guident les orientations de l’Institut.
La PDG de l’IRD plaide ainsi pour une science de la durabilité. Cette approche se caractérise par des problématiques de recherche qui émergent principalement des défis concrets du monde réel, plutôt que des dynamiques internes des disciplines scientifiques concernées. Elle met en avant l'importance des savoirs transdisciplinaires, créés en collaboration entre chercheurs et acteurs de la société. 
Le comité d’évaluation Hcéres indique que le « thème transversal et fédérateur des sciences de la durabilité inscrit pleinement l'action de l'IRD dans la réalisation des ODD. 
Dans le contexte de la pandémie de Covid-19, Valérie Verdier a notamment souligné l'importance d’adopter une approche interdisciplinaire et transdisciplinaire pour mieux appréhender les complexités des défis mondiaux, orienter les politiques publiques et trouver des solutions aux enjeux économiques, sociaux et environnementaux. 
Dans cette optique, l’IRD co-pilote l’initiative PREZODE, en partenariat avec l’INRAE et le CIRAD. Annoncée lors du One Planet Summit par le Président de la République française, en janvier 2021, cette initiative vise à renforcer la coopération internationale pour mieux prévenir les maladies infectieuses zoonotiques. 
Au titre de ses fonctions de PDG de l'Institut, Valérie Verdier était invitée à Dakar du 11 au 13 juillet 2021 pour la tenue du premier conseil d’administration du Campus franco-sénégalais au sein duquel elle siège au titre des personnalités scientifiques nommées. L’IRD conduit une réflexion autour des contenus académiques pour ce projet voulu et initié en octobre 2019 par les Présidents de la France et du Sénégal.
En 2024, elle a intégré le Conseil d’administration de l’Académie Internationale de la Francophonie Scientifique (AIFS), inaugurée en mars 2023 à Rabat. 

## Formation et expertise
Valérie Verdier étudie les interactions entre les bactéries phytopathogènes et les plantes tropicales, dont la compréhension représente un enjeu crucial pour la sécurité alimentaire. Elle est reconnue pour ses contributions à la compréhension des mécanismes par lesquels les bactéries causent des maladies notamment sur le  manioc et sur le riz, et aux approches développées pour leur contrôle. Elle a publié plus de 100 articles scientifiques dans le domaine de la phytopathologie. La plupart d'entre eux ont été co-écrits avec ses collaborateurs en Afrique et en Amérique. Sa carrière a été récompensée à de nombreuses reprises. Elle a notamment été lauréate du prix du service international de l'American Phytopathology Society (APS) en 2014. En août 2020, l’APS a distingué Valérie Verdier pour sa contribution scientifique majeure dans le champ de la santé du végétal. 
Elle a formé de nombreux jeunes pathologistes des pays du Sud au contrôle des maladies du manioc et du riz.
Au fil des années, elle a construit des réseaux de collaboration durables entre les phytopathologistes en Europe, en Afrique, en Colombie et aux Etats-unis. Elle a maintenu un partenariat avec des centres nationaux et universitaires dans les pays de la région  intertropicale ainsi qu'avec des centres du CGIAR (CIAT, IRRI, AfricaRice) et des universités américaines (Cornell University, UC Davis, University of Arkansas, Colorado State University).

## Distinctions
- Officier de l’ordre national du mérite (promotion 2021)[11]
- Titulaire de la médaille d'honneur de l'engagement ultramarin, échelon argent[12]
- Fellow of the International Society for Plant Pathology
- Chevalier de la Légion d’Honneur[13].
- Fellow of The American Phytopathological Society[14], USA “in recognition of outstanding contributions to the profession of plant pathology”
- International Service Award for superior contributions in international plant pathology[15]. The American Phytopathological Society, USA